# Regina (Automarke)
Regina war eine französische Automarke.

## Unternehmensgeschichte
Das Unternehmen Société l'Électrique wurde von Bernard Maurice Dufresne und dem Grafen Armand de Gantaut Biron in Paris gegründet und begann 1903 mit der Produktion von Automobilen, die unter den Markennamen Regina vermarktet wurden. 1908 endete die Produktion. Es bestand keine Verbindung zu Automobiles Regina.

## Fahrzeuge

### Modell Regina-Dixi
Das Unternehmen bot auf der Basis eines Lizenzvertrages mit den Dixi-Werken in Eisenach verschiedene Modelle mit Benzinmotor an. Es gab Modelle mit 17 PS, 26 PS und 40 PS. Die Motoren trieben über ein Sechsganggetriebe und eine Kardanwelle die Hinterräder an.

### Modelle Gallia und Galliette
Unter diesen Namen entstanden verschiedene Modelle mit Elektromotor. Die Società Italiana Vetture Elettriche Gallia aus Turin fertigte diese Modelle in Lizenz. Diese Fahrzeuge wurden als Gallia Electric über eine Niederlassung an der 152-154 West 38. Straße in New York City auch in die USA exportiert.